# Солила (Теслић)
44° 35′ 10″ N 17° 35′ 36″ E / 44.58611° С; 17.59333° И
Солила је предио мање површине при врху планине Борја у околини града Теслић, у Републици Српској, у Босни и Херцеговини.
Солила се налазе на висини од око 870 мнв. То је чистина од неколико стотина квадратних метара, на регионалном путу Бања Лука — Теслић. Назив је чест топоним у српском језику, јер означава мјесто гдје се радило са сољу (усољавање животињских кожа или храњење животиња, најчешће стада оваца). На Солилима на Борјима је у току Народноослободилачког рата (НОР) погинула група партизана. У периоду послије Другог свјетског рата, када је за Југославију било карактеристично обиљежавање мјеста погибије партизанских бораца и на Солилима је подигнут споменик, који је неоштећен и данас. Текст (латиничним писмом) на споменику каже:
У периоду послије Другог свјетског рата Солила су била често излетиште становништва из околних крајева. Данас се налазе на старијој, мање употребљаваној дионици пута Бања Лука — Теслић.